# Wireless tools for Linux
Wireless tools for Linux is een verzameling opensourceprogramma's voor Linux die een CLI bieden.

## Onderdelen

### ifrename
Ifrename maakt het mogelijk om draadloze netwerkconnecties te hernoemen gebaseerd op verschillende statische criteria om een consistente naam toe te wijzen aan elke verbinding.
Standaard zijn netwerkconnecties dynamisch en wordt elke netwerkadapter toegewezen aan de eerst beschikbare naam (eth0, eth1 ...) waarbij de volgorde van de verbindingen kan variëren. ifrename maakt het echter voor de gebruiker mogelijk om een vaste naam voor een verbinding vast te leggen. Het kan gebruikmaken van een verscheidenheid aan criteria om de netwerkverbindingen een uniek profiel te geven en zo deze te identificeren. Het meest gebruikte criteria is het MAC-adres.
Ifrename moet gestart worden voordat er verbindingen gemaakt worden. Daarom is het vooral handig in verschillende scripts (init, hotplug) maar wordt zelden rechtstreeks gebruikt door de gebruiker. Standaard hernoemt het alle verbindingen door criteria te gebruiken die gedefinieerd zijn in /etc/iftab.

### iwconfig
Iwconfig wordt gebruikt om parameters van een netwerkinterface weer te geven en aan te passen die specifiek zijn voor draadloze verbindingen, zoals interfacenaam, frequency en SSID. Het kan ook gebruikt worden om draadloze statistieken te bekijken (uitgelezen van /proc/net/wireless).
In BSD-besturingssystemen wordt de rol van iwconfig uitgevoerd door een uitgebreider commando ifconfig.

#### Voorbeeldiwconfiguitvoer
Het volgende commando laat informatie zien over het huidige draadloze netwerk.
```
 $ iwconfig eth1
 
 eth1     IEEE 802.11g  ESSID:"OSU_PUB"  
          Mode:Managed  Frequency:2.427 GHz  Access Point: 00:0D:9D:C6:38:2D   
          Bit Rate=48 Mb/s   Tx-Power=20 dBm   Sensitivity=8/0  
          Retry limit:7   RTS thr:off   Fragment thr:off
          Power Management:off
          Link Quality=91/100  Signal level=-39 dBm  Noise level=-87 dBm
          Rx invalid nwid:0  Rx invalid crypt:860  Rx invalid frag:0
          Tx excessive retries:0  Invalid misc:39   Missed beacon:8

```

### iwevent
Iwevent toont draadloze gebeurtenissen veroorzaakt door drivers en instellingsveranderingen die worden ontvangen via de RTNetlink-socket. Elke lijn geeft specifieke draadloze gebeurtenissen weer die beschrijven wat er is gebeurd op de gespecificeerde draadloze connectie.
Het maakt niet gebruik van argumenten (extra opties achter het commando).

### iwgetid
Iwgetid bericht het ESSID, NWID of toegangspunt/cell address van het draadloze netwerk dat momenteel wordt gebruikt.
Standaard zal iwgetid het ESSID van het apparaat weergeven, en indien het er geen heeft zal iwgetid het NWID weergeven. De berichte informatie is dezelfde als bij iwconfig, maar iwgetid is makkelijker om te gebruiken in scripts.

### iwlist
Iwlist wordt gebruikt om de beschikbare netwerken te scannen en bijkomende informatie te tonen die niet wordt getoond door iwconfig. Het hoofdargument wordt gebruikt om een categorie van informatie te selecteren, iwlist laat in gedetailleerde vorm alle informatie zien gerelateerd aan deze categorie, waaronder informatie die reeds getoond werd door iwconfig.
Het commando wordt voornamelijk gebruikt om een lijst te genereren van WAP's in de buurt met hun MAC-adressen en SSID's.

#### Voorbeeldiwlistuitvoer
Het volgende scherm toont het resuultaat van het scannen naar WAP's in de buurt. 
```
 $ iwlist eth1 scan
 
 eth1     Scan completed :
          Cell 01 - Address: 00:12:17:46:E6:AF
                    ESSID:"shutyourstupiddogup"
                    [[Protocol (computing)|Protocol]]:IEEE 802.11bg
                    Mode:Master
                    Channel:1
                    Encryption key:off
                    [[Bitrate|Bit Rate]]:1 Mb/s
                    Bit Rate:2 Mb/s
                    Bit Rate:5.5 Mb/s
                    Bit Rate:6 Mb/s
                    Bit Rate:9 Mb/s
                    Bit Rate:11 Mb/s
                    Bit Rate:12 Mb/s
                    Bit Rate:18 Mb/s
                    Bit Rate:24 Mb/s
                    Bit Rate:36 Mb/s
                    Bit Rate:48 Mb/s
                    Bit Rate:54 Mb/s
                    Quality=82/100  Signal level=-48 dBm  
                    Extra: Last beacon: 36ms ago
```

Deze scan somt enkel de WAP's in de buurt op. Handige informatie in deze scan is onder andere het ESSID, het type netwerk en de signaalkwaliteit.

### iwpriv
Iwpriv wordt gebruikt om parameters en de instellingen te manipuleren van de Wireless Extension specifiek aan elk stuurprogramma (in tegenstelling tot iwconfig die zich bezighoudt met generieke profielen om het netwerk te herkennen).
Zonder argumenten lijst iwpriv alle private commando's beschikbaar op elke verbinding, en de parameters die deze vereisen. Deze informatie gebruikende kan de gebruiker op deze specifieke verbinding specifieke commando's uitvoeren.

### iwspy
Iwspy wordt gebruikt om een vaste lijst van verbindingen te controleren en de kwaliteit van elke verbinding op te slaan.
De vergaarde informatie is dezelfde als deze in /proc/net/wireless: signaalkwaliteit, signaalsterkte en het ruisniveau. Deze informatie wordt elke keer geüpdatet wanneer een nieuw pakket ontvangen wordt, zodat elk adres uit de lijst overhead toevoegt in het stuurprogramma.
Merk op dat deze functionaliteit enkel werkt voor toegangspunten die deel uitmaken van de huidige draadloze verbinding, zodat WAP's niet kunnen opgevolgd worden wanneer er geen verbinding gemaakt is (hiervoor kan scannen gebruikt worden) en dus geen toegangspunten in andere verbindingen. In beheersmodus worden in de meeste gevallen pakketten doorgegeven door het toegangspunt, in dit geval zal de signaalsterkte bekomen worden van het toegangspunt. Vanwege dit is deze functionaliteit vooral handig in een ad-hocnetwerk en mastermodus.